# 希龍縣
3°10′S 79°9′W / 3.167°S 79.150°W
希龍縣（西班牙語：Cantón Girón），是厄瓜多爾的縣份，位於該國南部，由阿蘇艾省負責管轄，首府設於希龍，面積347平方公里，2010年人口12,583，人口密度每平方公里36.26人。